# West Milford (Virginie-Occidentale)
Pour l’article homonyme, voir West Milford.
West Milford est une ville américaine située dans le comté de Harrison en Virginie-Occidentale.
Selon le recensement de 2010, West Milford compte 630 habitants. La municipalité s'étend sur 0,53 milles carrés (1,37 km2).
Il existe plusieurs versions quant à l'origine du nom de la ville. Un moulin y est construit vers 1817 par Samuel Clemens et Jacob Romine. Une ville se forme peu à peu autour du Clemens Mill (« moulin de Clemens »). Selon le West Virginia Blue Book, le nom de West Milford provient de la situation du moulin (mill en anglais), sur la rive ouest (west) de la West Fork River (en) et près d'un gué (ford). Selon une autre version, la ville est d'abord appelée Milford et devient West Milford pour se différencier de Milford (en) en Virginie.